# Ambón

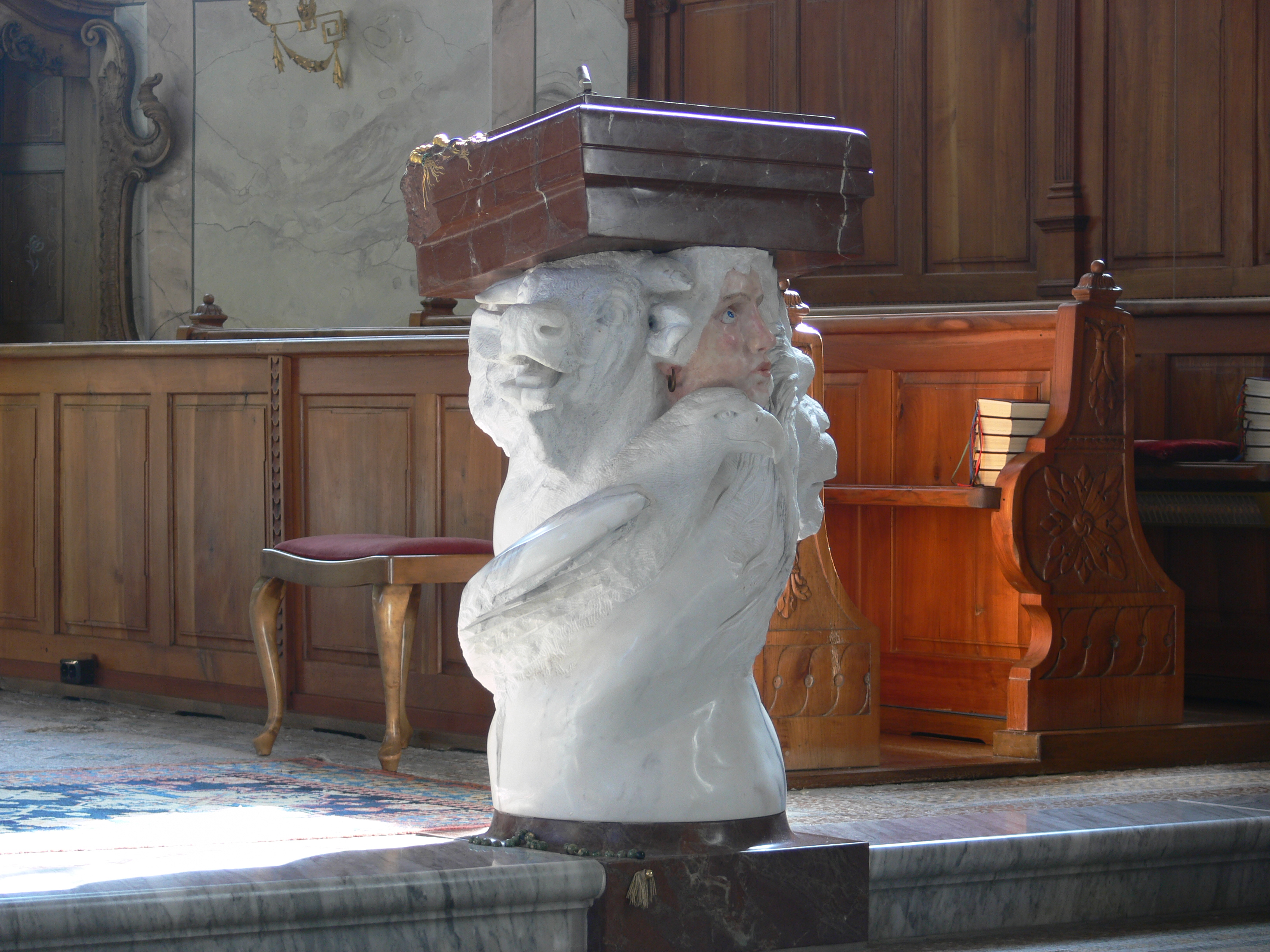
Ambón.

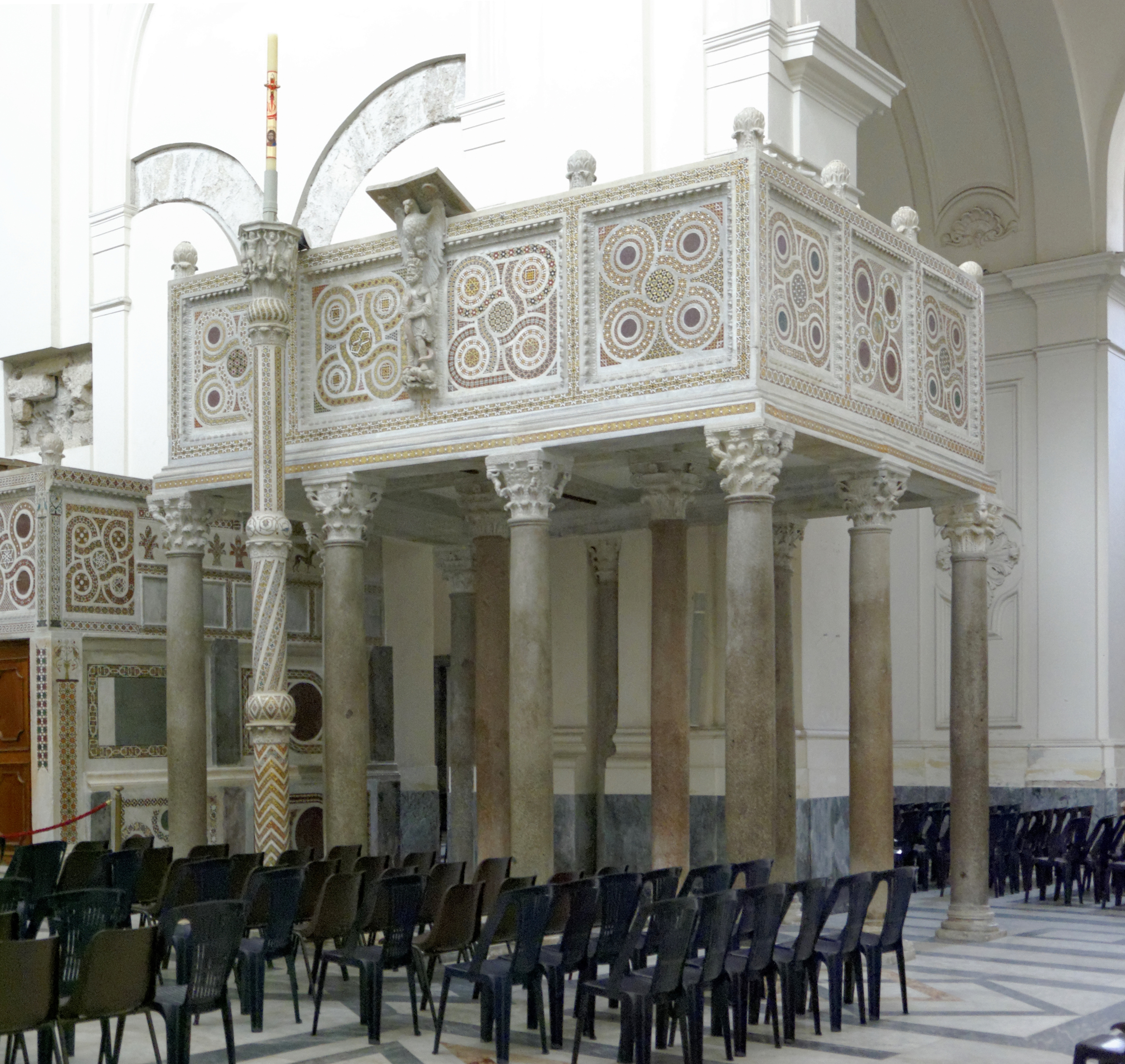
Ambón D'Aiello en la catedral de Salerno.

El ambón es la parte de los templos católicos y ortodoxos desde el que se proclama la lectura de la Biblia en la misa y otras ceremonias. Puede tener forma de atril, podio o púlpito. Se recomienda que sea fijo y que aquellas partes de la misa que no son lecturas de la Palabra, sean dichas desde otro lugar. En algunas iglesias, siguiendo la antigua costumbre, existen dos ambones: el de la derecha (mirando hacia el altar) se usa para las lecturas y el salmo responsorial, mientras que el de la izquierda se usa para el Evangelio.
El ambón es icono de la Resurrección de Cristo. Así lo expresa la presencia de un águila, símbolo de San Juan Evangelista, apóstol que fue el primero en ver el sepulcro vacío y entender que Cristo había resucitado. Además, el mensaje que se proclama desde el ambón es un mensaje pascual. 
El ambón tiene sus orígenes junto con el cristianismo mismo y aparece en toda clase de iconos ortodoxos, inclusive en representaciones de la Exaltación de la Cruz ocurrida en el 335. 